# Lista de episódios de Between
Between é uma série de televisão canadense, que estreou no canal CityTV em 21 de maio de 2015. Criada por Michael McGowan, a série foi estrelada por Jennette McCurdy como Wiley Day, a filha adolescente de um ministro que vive na pequena cidade de Pretty Lake, e que dá à luz pouco depois de uma doença misteriosa matar todos com mais de vinte e dois anos na cidade, na área rural e nas proximidades.
A série é co-produzida pela Netflix, que distribui a série fora do Canadá como uma série Original Netflix. A série foi renovada para uma segunda temporada em 8 de julho de 2015, que estreou em 30 de junho de 2016. Embora a série nunca tenha sido oficialmente cancelada, nenhuma notícia sobre seu estado foi divulgada desde que o último episódio da segunda temporada foi ao ar, em 4 de agosto de 2016.
Em 4 de agosto de 2016, 12 episódios de "Between" foram ao ar, concluindo a segunda temporada e finalizando a série.

## Resumo
| Temporada | Temporada | Episódios | Exibição original    | Exibição original   |
| Temporada | Temporada | Episódios | Estreia de temporada | Final de temporada  |
| --------- | --------- | --------- | -------------------- | ------------------- |
|           | 1         | 6         | 21 de maio de 2015   | 25 de junho de 2015 |
|           | 2         | 6         | 30 de junho de 2016  | 4 de agosto de 2016 |

## Episódios

### 1ª temporada (2015)
| No. na série | No. | Título                                      | Dirigido por    | Escrito por                                                                                | Exibição original   | Código de prod. |
| ------------ | --- | ------------------------------------------- | --------------- | ------------------------------------------------------------------------------------------ | ------------------- | --------------- |
| 1            | 1   | "School's Out" "Último Dia de Aula" (BR)    | Jon Cassar      | Michael McGowan                                                                            | 21 de maio de 2015  | 101             |
| 2            | 2   | "Who's the Boss" "Quem é que Manda?" (BR)   | Jon Cassar      | Peter Mitchell                                                                             | 28 de maio de 2015  | 102             |
| 3            | 3   | "Crossing Lines" "Além dos Limites" (BR)    | Jon Cassar      | Malcolm Macrury                                                                            | 4 de junho de 2015  | 103             |
| 4            | 4   | "Love Hurts" "O Amor Machuca" (BR)          | Michael McGowan | História por: Michael McGowanRoteiro por: Michael McGowan & Blain Watters                  | 11 de junho de 2015 | 104             |
| 5            | 5   | "End of the Rope" "A Corda no Pescoço" (BR) | Michael McGowan | História por: Mark BacciRoteiro por: Michael McGowan & Blain Watters                       | 18 de junho de 2015 | 105             |
| 6            | 6   | "War" "Guerra" (BR)                         | Michael McGowan | História por: Michael McGowan & Ellen VanstoneRoteiro por: Michael McGowan & Blain Watters | 25 de junho de 2015 | 106             |

### 2ª temporada (2016)
| No. na série | No. | Título                                      | Dirigido por    | Escrito por         | Exibição original   | Exibição na Netflix | Código de prod. |
| ------------ | --- | ------------------------------------------- | --------------- | ------------------- | ------------------- | ------------------- | --------------- |
| 7            | 1   | "Get Out of Town" "Deixe Pretty Lake" (BR)  | Richard Bota    | Sam Egan            | 30 de junho de 2016 | 1 de julho de 2016  | 201             |
| 8            | 2   | "Us vs. Them" "Nós Contra Eles" (BR)        | Richard Bota    | Sam Egan            | 7 de julho de 2016  | 1 de julho de 2016  | 202             |
| 9            | 3   | "Hope" "Esperança" (BR)                     | Richard Bota    | Sam Egan            | 14 de julho de 2016 | 1 de julho de 2016  | 203             |
| 10           | 4   | "Extraction" "Extração" (BR)                | Michael McGowan | Robert King         | 21 de julho de 2016 | 1 de julho de 2016  | 204             |
| 11           | 5   | "Horatio Rising" "Horatio" (BR)             | Michael McGowan | Sandra Chwialkowska | 28 de julho de 2016 | 1 de julho de 2016  | 205             |
| 12           | 6   | "Don't Look Back" "Não Olhe para Trás" (BR) | Michael McGowan | Sandra Chwialkowska | 4 de agosto de 2016 | 1 de julho de 2016  | 206             |